# Pray, Loir-et-Cher

Pray este o comună în departamentul Loir-et-Cher, Franța. În 1 ianuarie 2022 avea o populație de 280 de locuitori.